# Hymi

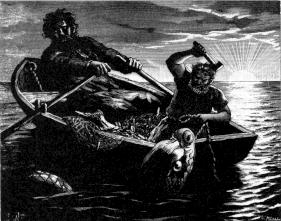
Thór a Hymi na rybách.

Hymi je obr v severské mytologii. Jeho manželkou je obryně Hrod a jejich synem je bůh Týr. Hymi vlastnil obrovský kotel, ve kterém chtěli Ásové vařit medovinu, a jež od něj také bůh Thór získal.
Významná je jeho role v příběhu, ve kterém se vydává právě s Thórem na ryby, kterému se podaří chytit na vlasec mytického hada Midgardsorma. Hymi však šňůru přeřízne, než jej Thór stačí zabít.
Hymi se objevuje také v severské poemě nazvané Hymiskviða.